# 35269 Idéfix
35269 Idéfix è un asteroide della fascia principale avente un diametro di  3,070 km. Scoperto nel 1996, presenta un'orbita caratterizzata da un semiasse maggiore pari a 2,3199351 au e da un'eccentricità di 0,1371321, inclinata di 5,98617° rispetto all'eclittica.
L'asteroide era stato inizialmente battezzato 35269 Idefix per poi essere corretto nella denominazione attuale.
L'asteroide è dedicato all'omonimo cane dei fumetti.